# Dolichopeza (Sinoropeza) cuspidigera
Dolichopeza (Sinoropeza) cuspidigera is een tweevleugelige uit de familie langpootmuggen (Tipulidae). De soort komt voor in het Oriëntaals gebied.